# 1999년 팬아메리칸 게임
1999년 팬아메리칸 게임은 1999년 7월 23일부터 8월 8일까지 캐나다의 위니펙에서 열린 13번째 팬아메리칸 게임이다.

## 참가국
- 아르헨티나
- 아루바
- 앤티가 바부다
- 바하마
- 바베이도스
- 벨리즈
- 버뮤다
- 볼리비아
- 브라질
- 영국령 버진아일랜드
- 캐나다 (개최국)
- 케이맨 제도
- 칠레
- 콜롬비아
- 코스타리카
- 쿠바
- 도미니카 연방
- 도미니카 공화국
- 에콰도르
- 엘살바도르
- 그레나다
- 과테말라
- 가이아나
- 아이티
- 온두라스
- 자메이카
- 멕시코
- 네덜란드령 안틸레스
- 니카라과
- 파나마
- 파라과이
- 페루
- 푸에르토리코
- 세인트루시아
- 세인트키츠 네비스
- 세인트빈센트 그레나딘
- 수리남
- 트리니다드 토바고
- 미국
- 우루과이
- 미국령 버진아일랜드
- 베네수엘라

## 경기 종목
- 가라테
- 근대5종
- 농구
- 다이빙
- 라켓볼
- 레슬링
- 롤러 스케이팅
- 배드민턴
- 배구
- 복싱
- 볼링
- 사격
- 사이클
- 수영
- 수상스키
- 소프트볼
- 스쿼시
- 승마
- 싱크로나이즈드 스위밍
- 야구
- 양궁
- 역도
- 유도
- 육상
- 요트
- 인라인 하키
- 조정
- 축구
- 체조
- 카누
- 탁구
- 태권도
- 테니스
- 트라이애슬론
- 풋살
- 필드 하키
- 펜싱
- 핸드볼

## 메달 집계
| 순위 | 국가                                            | 금메달 | 은메달 | 동메달 | 합계 |
| ---- | ----------------------------------------------- | ------ | ------ | ------ | ---- |
| 1    | 미국                                            | 106    | 110    | 79     | 295  |
| 2    | 쿠바                                            | 70     | 40     | 47     | 157  |
| 3    | 캐나다                                          | 64     | 52     | 80     | 196  |
| 4    | 브라질                                          | 25     | 32     | 44     | 101  |
| 5    | 아르헨티나                                      | 25     | 19     | 28     | 72   |
| 6    | 멕시코                                          | 11     | 16     | 30     | 57   |
| 7    | 콜롬비아                                        | 7      | 17     | 18     | 42   |
| 8    | 베네수엘라                                      | 7      | 16     | 17     | 40   |
| 9    | 자메이카                                        | 3      | 4      | 6      | 13   |
| 10   | 과테말라                                        | 2      | 0      | 2      | 4    |
| 11   | 바하마                                          | 2      | 0      | 1      | 3    |
| 12   | 칠레                                            | 1      | 4      | 7      | 12   |
| 13   | 푸에르토리코                                    | 1      | 3      | 8      | 12   |
| 14   | 도미니카 공화국                                 | 1      | 3      | 6      | 10   |
| 15   | 에콰도르                                        | 1      | 2      | 5      | 8    |
| 16   | 버뮤다                                          | 1      | 2      | 0      | 3    |
| 17   | 수리남                                          | 1      | 0      | 1      | 2    |
| 18   | 네덜란드령 안틸레스                             | 1      | 0      | 0      | 1    |
| 19   | 페루                                            | 0      | 2      | 6      | 8    |
| 20   | 우루과이                                        | 0      | 1      | 3      | 4    |
| 21   | {{bar{{{2}}}0\|{{{1}}}}}{{bar{{{3}}}\|{{{1}}}}} | 0      | 1      | 1      | 2    |
| 21   | 파나마                                          | 0      | 1      | 1      | 2    |
| 23   | 케이맨 제도                                     | 0      | 1      | 0      | 1    |
| 23   | 온두라스                                        | 0      | 1      | 0      | 1    |
| 25   | 코스타리카                                      | 0      | 0      | 1      | 1    |
| 25   | 엘살바도르                                      | 0      | 0      | 1      | 1    |
| 25   | 트리니다드 토바고                               | 0      | 0      | 1      | 1    |
| 합계 | 합계                                            | 329    | 337    | 392    | 1058 |